# Apsilochorema unciferum
Apsilochorema unciferum is een schietmot uit de familie Hydrobiosidae. De soort komt voor in het Australaziatisch gebied.